# Challenger de Portoroz 2017

El torneo Tilia Eslovenia Open 2017 fue un torneo profesional de tenis. Perteneció al ATP Challenger Series 2017. Se disputó en su 5.ª edición sobre superficie dura, en Portorož, Eslovenia entre el 7 al el 12 de agosto de 2017.

## Jugadores participantes del cuadro de individuales
| Favorito | País                   | Jugador           | Rank1 | Posición en el torneo |
| -------- | ---------------------- | ----------------- | ----- | --------------------- |
| 1        | Bandera de Eslovenia   | Blaž Kavčič       | 84    | Segunda ronda         |
| 2        | Bandera de Alemania    | Peter Gojowczyk   | 104   | Primera ronda, retiro |
| 3        | Bandera de Ucrania     | Sergiy Stakhovsky | 113   | CAMPEÓN               |
| 4        | Bandera de Eslovaquia  | Lukáš Lacko       | 119   | Primera ronda, retiro |
| 5        | Bandera de Bielorrusia | Egor Gerasimov    | 121   | Primera ronda         |
| 6        | Bandera de Serbia      | Filip Krajinović  | 140   | Cuartos de final      |
| 7        | Bandera de España      | Adrián Menéndez   | 145   | Segunda ronda         |
| 8        | Bandera de Eslovaquia  | Jozef Kovalík     | 152   | Primera ronda         |

- 1 Se ha tomado en cuenta el ranking del 31 de julio de 2017.

### Otros participantes
Los siguientes jugadores recibieron una invitación (wild card), por lo tanto ingresan directamente al cuadro principal (WC):
- Grega Boh
- Tom Kočevar-Dešman
- Sven Lah
- Jaime Fermosell Delgado

Los siguientes jugadores ingresan al cuadro principal tras disputar el cuadro clasificatorio (Q):
- Ljubomir Čelebić
- Evgeny Karlovskiy
- Albano Olivetti
- Franko Škugor

## Campeones

### Individual Masculino
- Sergiy Stakhovsky derrotó en la final a  Matteo Berrettini, 6–7(4), 7–6(6), 6–3

### Dobles Masculino
- Hans Podlipnik /  Andrei Vasilevski derrotaron en la final a  Lukáš Rosol /  Franko Škugor, 6–3, 7–6(4)